# SPEAR 3
El Select Precision Effects at Range (SPEAR) 3 es un futuro misil aire-tierra británico y posiblemente contra misiles.

## Historia
MBDA recibió un contrato de Fase de evaluación para SPEAR 3, un arma de ataque de enfrentamiento. Se especifica que tiene un rango de al menos 100 km, aunque las cifras actuales de SPEAR indican un rango de más de 130 km (80 + nm).[N 1] El arma hará una reutilización sustancial de las tecnologías del ataque de precisión Brimstone Misil que se usa para enfrentamientos a rangos más cortos. El arma de 2 m (6,6 pies) volará a alta velocidad subsónica con un turborreactor y un kit de ala, y contará con un buscador multimodo con guía INS / GPS y enlace de datos. La fase de evaluación concluyó con las pruebas de vuelo en 2014 en Typhoon. El misil está configurado para usar el mismo turborreactor Hamilton Sundstrand TJ-150 que el JSOW-ER. [N 2] MBDA ha mostrado imágenes de un lanzador de tres misiles en una sola estación de armas Typhoon, y cuatro encaja con un misil aire-aire Meteor en cada bahía interna de armas del F-35B. En mayo de 2016, el MOD otorgó un contrato de £ 411 millones a MBDA para el desarrollo del misil SPEAR 3 lanzado al aire. SPEAR 3 se integrará con el paquete de software del Bloque 4 del F-35 y también se planea usar en el Eurofighter Typhoon.[cita requerida]

## Ensayos
En marzo de 2016, se lanzó un misil de prueba SPEAR desde un avión de prueba Eurofighter Typhoon operado por BAE Systems en el rango QinetiQ Aberporth en Gales. El misil pasó de la separación de la aeronave al vuelo con motor antes de completar una serie de maniobras, terminando en una inmersión terminal al punto de impacto deseado. El misil siguió con precisión la trayectoria planificada y se encontraba dentro de las predicciones de simulación; Se lograron todos los objetivos del ensayo.

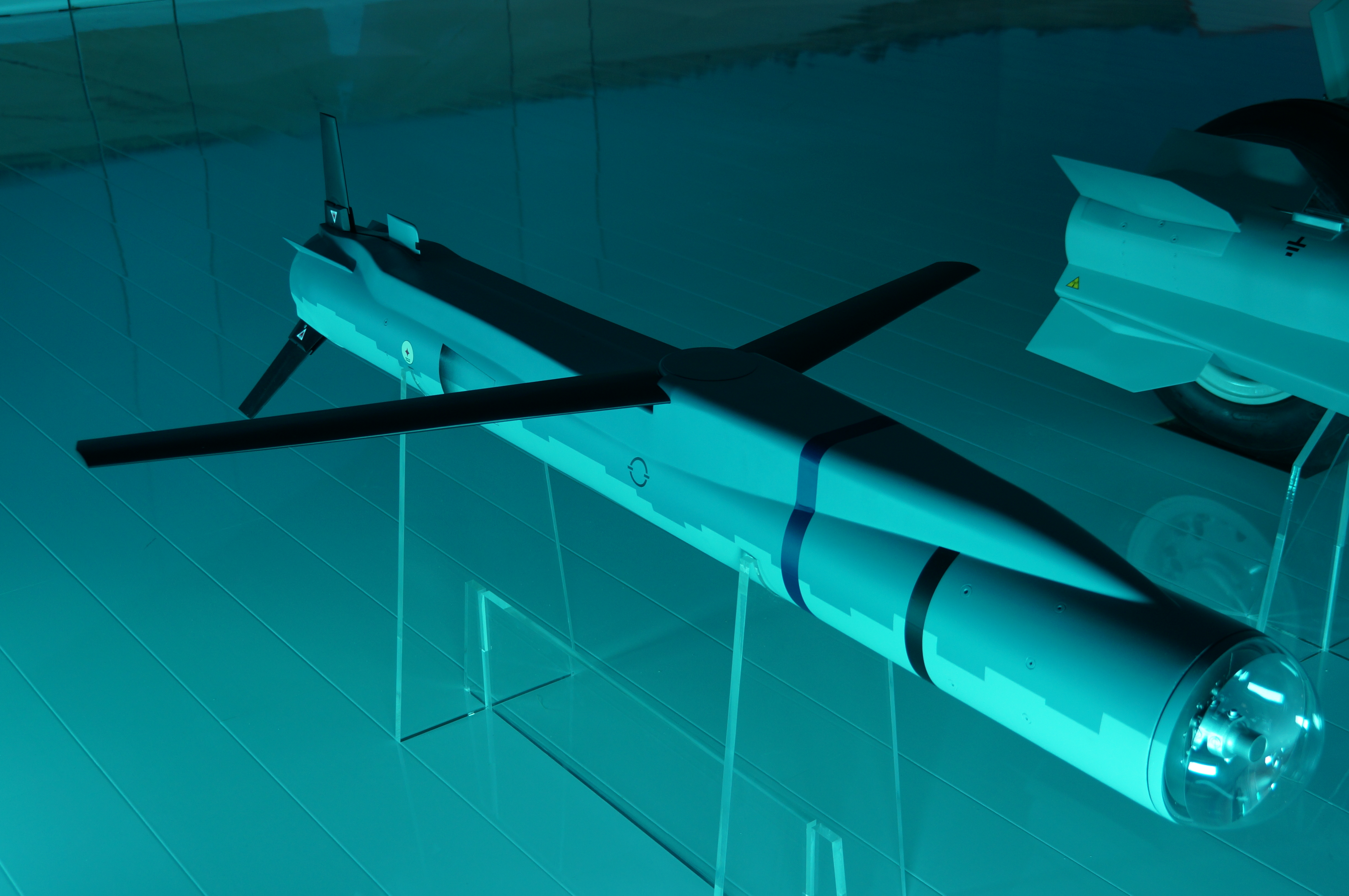
SPEAR3 Desplegado